# Лос Анђелес кингси
Лос Анђелес кингси (енгл. Los Angeles Kings) су амерички хокејашки клуб из Лос Анђелеса. Клуб утакмице као домаћин игра у Крипто.ком арени капацитета 18.118 места. Клуб се такмичи у Националној хокејашкој лиги (НХЛ).
Такмичи се у Пацифик дивизији Западне конференције. Боје клуба су црна, љубичаста и бела.

## Историја
Кингси су основани 1967. године. Највећи успеси су им освајање Стенли купа у сезонама 2011/12. када су у финалу били бољи од Њу Џерзи девилса са 4-2 у победама и 2013/14. када су савладали Њујорк Ренџерсе са 4-1 у победама.
Такође играли су и финале Стенли купа у сезони 1992/93. али су поражени од Монтреал канадијанса са 4-1 у победама.
У сезони 1992/93. су били прваци Западне конференције, а у сезони 1990/91. били су најбољи у дивизији Пацифик.

## Трофеји
- Национална хокејашка лига:
  - Првак (2) : 2011/12, 2013/14.
- Западна конференција:
  - Првак (3) : 1992/93, 2011/12, 2013/14.
- Пацифик дивизија:
  - Првак (1) : 1990/91

## Састав тима
Од 14. августа 2012.
| Голмани |              |                |            |
| Број    | Националност | Име            | Годиште    |
| 45      | Канада       | Џонатан Берние | 21.01.1986 |
| 32      | САД          | Џонатан Куик   | 07.08.1988 |

| Одбрана |              |               |            |
| Број    | Националност | Име           | Годиште    |
| 8       | Канада       | Дрју Даути    | 08.12.1989 |
| 44      | САД          | Дејвис Друеск | 22.11.1984 |
| 2       | САД          | Мет Грин (А)  | 13.05.1983 |
| 27      | САД          | Алек Мартинез | 26.07.1987 |
| 33      | Канада       | Вил Мичел     | 31.05.1983 |
| 7       | САД          | Роб Скудери   | 23.04.1977 |
| 26      | Русија       | Слава Војнов  | 15.01.1990 |

| Напад |              |                  |            |
| Број  | Националност | Име              | Годиште    |
| 23    | САД          | Дастин Браун     | 04.11.1984 |
| 77    | Канада       | Џеф Картер       | 01.01.1985 |
| 13    | Канада       | Кајал Клифорд    | 15.01.1986 |
| 24    | Канада       | Колин Фрејзер    | 28.01.1985 |
| 12    | Канада       | Симон Гање       | 29.02.1980 |
| 74    | Канада       | Двајт Кинг       | 05.07.1989 |
| 11    | Словенија    | Анже Копитар (К) | 24.08.1987 |
| 22    | САД          | Трејвор Луис     | 08.01.1987 |
| 48    | Русија       | Андреј Локтионов | 30.05.1990 |
| 71    | Канада       | Џордан Нолан     | 23.06.1989 |
| 25    | Канада       | Дастин Пенер     | 28.09.1982 |
| 10    | Канада       | Мајк Ричардс     | 11.02.1985 |
| 15    | Канада       | Бред Ричардсон   | 04.02.1985 |
| 28    | Канада       | Џерет Стол       | 24.06.1982 |
| 19    | Канада       | Кевин Вестгарт   | 07.02.1984 |
| 14    | Канада       | Џастин Вилијамс  | 04.08.1981 |